# Eugenia Tadolini
Pour les articles homonymes, voir Tadolini.

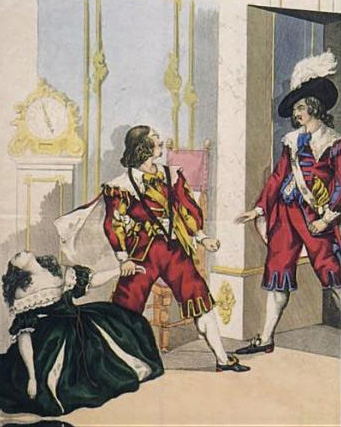
Eugenia Tadolini, Carlo Guasco et Giorgio Ronconi dans la scène finale de Maria di Rohan de Donizetti lors de la création mondiale à Vienne le 5 juin 1843

Eugenia Tadolini, née Savorani à Forlì le 9 juillet 1808 et morte à Paris le 11 juillet 1872, est une soprano italienne.

## Biographie
Elle étudie d'abord avec Favi et Grilli, puis avec le compositeur Giovanni Tadolini (1785-1872), qu'elle épouse en 1834. Elle fait ses débuts à Venise en 1828, puis parait à Parme et à Trieste. Elle chante ensuite au Théâtre-Italien à Paris de 1830 à 1832, notamment dans Ricciardo e Zoraide, Anna Bolena, La sonnambula. 
Elle débute à La Scala de Milan en 1833 dans Armida, et à l'Opéra de Vienne en 1835, dans L'elisir d'amore, puis y crée les opéras Linda di Chamounix (1842) et Maria di Rohan (1843), de Gaetano Donizetti. Elle chante aussi Lucia di Lammermoor et Don Pasquale. 
De retour en Italie, elle crée les opéras Ernani (1844) et Alzira (1845) pour Giuseppe Verdi qui la récuse, en raison de la trop grande beauté de sa voix, pour le rôle de Lady Macbeth.
Type même de la soprano sfogato, au timbre limpide, maîtrisant une vocalisation et un trille exemplaires, elle sut s'adapter peu à peu aux exigences de l'interprétation nouvelle des héroïnes du romantisme. 
Elle est inhumée au cimetière du Père-Lachaise à Paris (2e division).

## Sources
- Roland Mancini et Jean-Jacques Rouveroux, Le Guide de l'opéra, Fayard, 1986  (ISBN 2-213-01563-5)